# Caspase 12
La caspase 12 est une protéase à cystéine de la famille des caspases. Elle est encodée chez l'homme par le gène CASP12, situé sur le chromosome 11 dans un locus partagé avec d'autres caspases inflammatoires. Ce gène est sujet à polymorphisme susceptible de produire une caspase complète Csp12L ou tronquée Csp12S, seule la première étant une enzyme fonctionnelle. La forme fonctionnelle est restreinte aux populations d'origine africaine et est associée avec un risque accru de sepsis ; les personnes possédant le gène fonctionnel présentent une réponse amoindrie aux molécules bactériennes telles que les lipopolysaccharides, (LPS).
Des travaux de 2009 sur des souris sur lesquelles on avait implanté le gène CASP12 humain laissent penser que les œstrogènes pourraient bloquer la production de caspase 12 et provoquer ainsi une plus grande réaction inflammatoire aux agents infectieux bactériens.
La forme tronquée Csp12S, inactive, s'est répandue à travers les populations non africaines par sélection positive commencée peut-être dès 60 à 100 milliers d'années avant le présent. L'avantage sélectif proviendrait de la résistance au sepsis chez des populations occupant des zones de peuplement de plus en plus denses, favorables à l'augmentation des infections,.